# Chaîne Saint-Élie

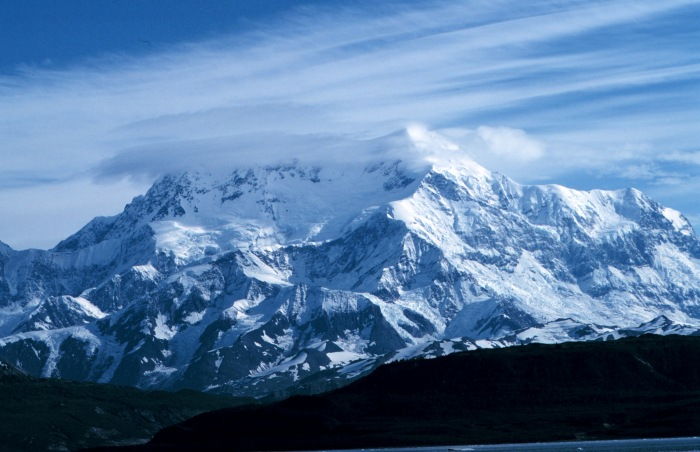
Chaîne Saint-Élie

La chaîne Saint-Élie (en anglais : Saint Elias Mountains aux États-Unis et St. Elias Mountains au Canada) a son origine dans le Sud-Est de l'Alaska (États-Unis). 

## Toponymie
La chaîne doit son nom au mont Saint-Élie, nommé en 1741 par l'explorateur danois Vitus Béring en l'honneur de la fête de saint Élie.

## Géographie
La chaîne Saint-Élie s'étend sur la frontière de l'Alaska, traverse le Sud-Ouest du Yukon (Canada) et déborde sur une petite partie de la Colombie-Britannique (Canada), frontalière du Panhandle où elle se poursuit avant de s'achever entre Glacier Bay et Skagway. La chaîne se rattache à l'ensemble des chaînes côtières du Pacifique. 
Le plus haut sommet de la chaîne est le mont Logan, deuxième sommet de l'Amérique du Nord, situé au Yukon. Le point culminant de la Colombie-Britannique, le mont Fairweather, se situe également dans ces montagnes.
La chaîne Saint-Élie est formée de sédiments schisto-gréseux plissés au-dessus de l'Océan Pacifique datant du Crétacé supérieur.
Le climat de la chaîne Saint-Élie est très humide, étant source d'un fort enneigement des reliefs.

### Principaux sommets
| Mont             | Altitude (m) | Situation    |
| ---------------- | ------------ | ------------ |
| Mont Logan       | 5959         | Yukon        |
| Mont Saint-Élie  | 5489         | Alaska-Yukon |
| Mont Lucania     | 5226         | Yukon        |
| King Peak        | 5173         | Yukon        |
| Mont Steele      | 5073         | Yukon        |
| Mont Bona        | 5005         | Alaska       |
| Mont Wood        | 4842         | Yukon        |
| Mont Vancouver   | 4812         | Yukon        |
| Mont Churchill   | 4766         | Alaska       |
| Mont Slaggard    | 4742         | Yukon        |
| Mont Macaulay    | 4690         | Yukon        |
| Mont Fairweather | 4671         | BC-Alaska    |
| Mont Hubbard     | 4577         | Alaska-Yukon |
| Mont Bear        | 4520         | Alaska       |
| Mont Walsh       | 4507         | Yukon        |
| Mont Alverstone  | 4439         | Alaska-Yukon |
| University Peak  | 4410         | Alaska       |
| McArthur Peak    | 4389         | Yukon        |
| Mont Augusta     | 4289         | Alaska-Yukon |
| Mont Cook        | 4196         | Alaska-Yukon |

### Subdivisions
- Chaînon Centennial
- Chaînons Kluanes
- Chaînon Fairweather
- Chaînons Alsek
  - Chaînon Auriol
  - Monts Takhinsha
  - Chaînon Chilkat

## Histoire
Le 31 juillet 1897, le mont Saint--Élie est gravi pour la première fois par l'expédition italienne du duc des Abruzzes. Le mont Logan, plus difficile d'accès, n'a été escaladé qu'en 1925 par l'expédition d'Albert McCarthy.